# Lévis Sauvé
Lévis Sauvé (21 avril 1913 à Verdun au Québec (Canada) - 19 janvier 1968) était un enseignant d'éducation physique.
Il a été président de la commission scolaire de LaSalle et président de la Fédération des commissions scolaires catholiques du Québec.  

## Biographie
Lévis Sauvé est le fils de Cyrille Sauvé et Évelina Leboeuf. Le 1er juillet 1937, à Saint-Sébastien d'Iberville, il choisit pour épouse Marie-Jeanne Georgette Bédard, fille de Joseph et Laurianne Arbour. Il réside au 1009 43e Avenue. 
Il commence sa carrière dans l'enseignement comme enseignant d'éducation physique.  Gouverneur de l'Association des diplômés en éducation physique de l'Université de Montréal, membre du Conseil consultatif national de la santé et du sport amateur et directeur du service de la récréation à Verdun. Il siège au conseil de la commission scolaire de LaSalle à plusieurs reprises entre 1960 et 1967, présidant l'organisme de 1962 à 1965. 
Il est le 8e président de la Fédération des commissions scolaires catholiques du Québec de septembre 1964 à novembre 1966, soit durant 2 mandats.  C’est durant son premier mandat que le ministère de l’Éducation a implanté les commissions scolaires régionales, au nombre de 55, pour s’occuper de l’enseignement secondaire, alors que les commissions scolaires locales veillaient à l’organisation de l’enseignement primaire.
En janvier 1967, il accepte le poste de directeur de l'école secondaire Cavelier-De LaSalle à LaSalle (Québec). 
Motivateur hors pair, il a contribué, alors qu'il était directeur d'école à Verdun, à motiver Germain Hébert à devenir un spécialiste des danses folkloriques internationales.

## Honneurs
Plusieurs lieux ont été nommés en son honneur : 
- l'école primaire Lévis-Sauvé[4] de la commission scolaire Marguerite-Bourgeoys, située rue Willibrord, dans l'arrondissement Verdun de Montréal (Québec) ;
- le pavillon Lévis-Sauvé, centre sportif de l'École secondaire de la Cité-des-Jeunes, à Vaudreuil (Québec), a été nommé en son honneur en juin 1970[5]. Il y a fait une allocution en septembre 1965[6] ;
- la rue Lévis-Sauvé, dans l'arrondissement LaSalle de Montréal (Québec), située à proximité de l'école Cavelier-De LaSalle, dont il a été directeur[7].